# صاریغ سه‌خط جنوبی
صاریغ سه‌خط جنوبی (نام علمی: Monodelphis theresa) نام یک گونه از سرده تک‌زهدان‌ها است.